# 云南枫杨
云南枫杨（学名：Pterocarya delavayi），为胡桃科枫杨属下的一个植物种。